# Francisco Anibio da Silva Costa
Francisco Anibio da Silva Costa, mais conhecido como Índio (Fortaleza, 10 de junho de 1972), é um jogador de futebol de salão brasileiro.
Jogando como atacante pelo Ulbra, sagrou-se campeão e artilheiro da liga em 1998, na qual marcou 25 gols.
Pela seleção brasileira, disputou o Campeonato Mundial de Futsal de 2004, na Guatemala, na qual foi vice-artilheiro (atrás apenas de Falcão) com dez gols em oito partidas.
Atualmente, joga pela equipe paulista Suzano/Drummond/Penalty, tendo recentemente atingido a marca de duzentos gols na Liga Futsal.